# Андрєєвка (Гагарінський район)
Андрєєвка (рос. Андреевка) — присілок Гагарінського району Смоленської області Росії. Входить до складу Покровського сільського поселення.
Населення — 14 осіб.